# Turu István
Turu István (Törökszentmiklós, 1962. szeptember 25. – 2021. február 16. vagy előtte) háromszoros magyar bajnok ökölvívó, edző.

## Pályafutása
1962. szeptember 25-én a Törökszentmiklóson született. 1975 és 1978 között a Törökszentmiklós Vasas, 1979 és 1983 között az Építők SC, 1984–85-ben a Bp. Honvéd, 1986 és 1991 között a Vasas ökölvívója volt. Edzője Akkermann György volt. 1983 és 1990 között három egyéni bajnoki címet szerzett (1983, 1986, 1988). Öt alkalommal lett bajnoki második és egyszer harmadik. 1982 és 1988 között tagja volt a magyar válogatottnak. Az 1985-ös várnai Európa-bajnokságon ötödik helyen végzett. Részt vett az 1988-as szöuli olimpián.
A 2000-es években edzőként dolgozott a férfi ökölvívó-válogatottnál.
2021 februárjában hunyt el koronavírus-fertőzés következtében.

## Sikerei, díjai
- Magyar bajnokság
  - bajnok: 1983 (könnyű), 1986, 1988 (kisváltó)
  - 2.: 1981 (harmat), 1982 (pehely), 1985, 1987 (könnyű), 1989 (kisváltó)
  - 3.: 1990 (kisváltó)
  - csapatbajnok: 1984